# Iuliu Barátky
Iuliu Barátky (14 de maio de 1910 - 14 de abril de 1962) foi um futebolista romeno que competiu na Copa do Mundo de 1934 e na Copa do Mundo de 1938.